# Märta av Danmark
Märta av Danmark, också i källorna känd som Margareta av Sverige, född 1277, död 3 oktober 1341, var drottning av Sverige 1298–1318, gift med kung Birger Magnusson. Hennes formella namn var Margareta (danska: Margrete), men hon blev i Sverige känd som drottning Märta.

## Biografi
Märta var dotter till kung Erik Klipping av Danmark och Agnes av Brandenburg. Hon trolovades med Birger redan som barn och tycks ha befunnit sig i Sverige sedan åtminstone år 1295. Hennes bror Erik Menved gifte sig med Birgers syster Ingeborg på samma sätt som Märta blev bortgift med kung Birger. De svenska och danska kungarna blev alltså gifta med varandras systrar och därmed svågrar till varandra. Bröllopet firades med torneringar 1298 och Märta fick Falköping och hela Fjädrundaland som morgongåva.
Märta blev sedan krönt 1302 och tillhör de mer betydelsefulla av Sveriges medeltida drottningar, eftersom hon, med rätt eller orätt, ryktas ha varit politiskt aktiv, ha haft inflytande över sin makes politik och själv deltagit i många politiska händelser. Hon har ibland, vare sig det är med sanningen överensstämmande eller inte, angetts som konstruktören av planen bakom Nyköpings gästabud 1317, där hennes makes bröder fängslades, och skildras som blodtörstig av Erikskrönikan. Då maken avsattes flydde hon 1318 med honom till Danmark. 1326–1329 befann hon sig i Tyskland och återvände sedan till Danmark. Hon tillbringade sina sista år som nunna i Sankt Peters kloster i Næstved och fick sin grav invid den med makens stoft i Sankt Bendts kyrka i Ringsted på Själland.

## Barn
1. Magnus Birgersson (avrättad i Stockholm år 1320)
2. Erik Birgersson, ärkedjäkne
3. Agnes Birgersdotter (död efter år 1341), nunna vid Slangerup kloster i Danmark.
4. Katarina Birgersdotter